# Abuta pahni
Abuta pahni là một loài thực vật có hoa trong họ Biển bức cát. Loài này được (Mart.) Krukoff & Barneby mô tả khoa học đầu tiên năm 1971.